# Andrei Nikolajewitsch Kapralow
Andrei Nikolajewitsch Kapralow (russisch Андрей Николаевич Капралов; * 7. Oktober 1980 in Leningrad) ist ein russischer Schwimmer, der seine Stärke besonders auf den kürzeren Freistilstrecken besitzt.

## Erfolge
- Zweiter der Schwimmeuropameisterschaften 2004 in Madrid über 200 Meter Freistil
- Europameister 2006 in Budapest mit der 4-mal-100-Meter-Lagenstaffel, Silbermedaille mit der 4-mal-100-Meter-Freistilstaffel
- Weltmeister 2003 in Barcelona mit der 4-mal-100-Meter-Freistilstaffel
- Endlaufteilnehmer über 100 Meter Freistil bei den Olympischen Spielen 2004 in Athen (Rang 8)